# Southport
Southport ist eine Stadt mit 94.421 Einwohnern (Stand: 2021) im Nordwesten Englands an der Küste der Irischen See, nördlich von Liverpool. Früher gehörte Southport zum County Lancashire, seit der Verwaltungsreform von 1974 ist es Teil des Metropolitan County Merseyside, das 1986 in eine zeremonielle Grafschaft umgewandelt wurde. Innerhalb Merseysides gehört Southport zum Metropolitan Borough of Sefton.

## Lage
Die Stadt ist ein beliebter Badeort an der Mündung des Ribble in die Irische See und dient vor allem den Einwohnern des Großraums Liverpool-Manchester als Ausflugsziel. Dem Küstenabschnitt ist hier eine ein bis zwei Kilometer weite Wattzone vorgelagert, die bei Ebbe trockenfällt und in die die zweitlängste Seebrücke Großbritanniens (1108 m) hineinragt. Southport verfügt nicht über einen eigenen Hafen, ist aber durch Straßen- und Bahnverbindungen (u. a. mittels der S-Bahn-ähnlichen Merseyrail) mit den Städten in der Umgebung verbunden.

## Geschichte
Die Gegend ist seit früher Zeit besiedelt. Einige Ortsnamen weisen auf Gründungen durch die Wikinger hin, während die Kirchgemeinde um St. Cuthbert im Domesday Book erwähnt wurde. Das heutige Southport ist allerdings erst 1798 als Gründung von William Sutton entstanden. Als Badeort machte Southport schnell dem etwas nördlicher gelegenen Blackpool Konkurrenz. Napoléon III. stattete Southport 1838 einen Besuch ab und ließ sich von Southports Boulevards angeblich zur Gestaltung der Avenue des Champs-Élysées anregen, nachdem er französischer Kaiser wurde. 1848 erhielt Southport eine Bahnverbindung nach Liverpool und 1855 nach Manchester. 
1860 entstand das noch heute erhaltene Pier. 1905 erhielt Southport den Status eines eigenen County Boroughs. Am 1. April 1974 wurde Southport Teil des neu gegründeten Metropolitan County Merseyside, wobei Southport sich mit der Gemeinde Bootle zum Metropolitan Borough of Sefton zusammenschloss. Die öffentlichen Dienste, das Transport- und das Rettungswesen werden seither von Merseyside verwaltet, während einige andere Dienste dem Borough unterstehen. Die Holy Trinity Church wurde 1912 geweiht.
Am 29. Juli 2024 erstach bei der Messerattacke in Southport der laut Innenministerin Yvette Cooper seit Jahren bei mehreren Behörden als Gewalttäter bekannte 17-Jährige Axel Rudakubana drei Mädchen in einer Tanzschule und verletzte acht weitere Kinder sowie zwei Erwachsene teils schwer. Bei der Totenwache wurde ein Mann mit Machete verhaftet; es kam in den Folgetagen in mehreren Städten im Vereinigten Königreich zu massiven Ausschreitungen von zum Großteil rechten Gruppierungen, bei denen allein in Southport mehr als 50 Polizisten verletzt wurden. Erst bei der Gerichtsverhandlung ab 20. Januar 2025 gab die Regierung zu bereits seit Jahren über den geständigen jungen Gewalttäter informiert gewesen zu sein, und auch nach der Tat Sachverhalte verschwiegen zu haben.

## Tourismus
Bis heute dominiert der Fremdenverkehr, wobei der Ort sich an eher wohlhabenden Touristen orientiert. Die Promenade entlang des Marine Lake, einer Art Lagune, hat ihr viktorianisches Aussehen bewahrt bzw. durch Rekonstruktionen wiedererlangt. Daneben stehen mit dem Pleasureland ein Freizeitpark sowie sechs Golfplätze zur Verfügung. Unmittelbar neben der Seebrücke befand sich bis 2004 ein Zoologischer Garten, auf der Seebrücke fährt die Southport Pier Tramway. Nahezu parallel zur Promenade verläuft die Lord Street, die Haupteinkaufsstraße der Stadt, die durch zahlreiche Läden, Bars und Restaurants geprägt ist. In der Stadt werden Jazz-Festivals und Open-Air-Konzerte mit klassischer Musik veranstaltet, und im Sommer wird der Marsch der Orangemen durch die Stadt gefeiert. Es findet jährlich eine Flugshow und ein Blütenfest statt.

## Politik
Southport galt als Hochburg der Liberalen und Konservativen. Es bildet einen Wahlkreis für das britische Unterhaus und wird dort seit 2024 vom sozialdemokratischen Abgeordneten John Hurley der Labour Party vertreten. Er trat im Juli 2024 die Nachfolge des Konservativen Damien Moore an, der den Wahlkreis zuvor sieben Jahre lang repräsentiert hatte.
In Southport gibt es eine Bürgerbewegung (Southport Out of Sefton), die die Auflösung der Verwaltungsgemeinschaft mit Bootle und stattdessen die Errichtung eines unabhängigen Boroughs Southport fordert. Es wurden zu diesem Zweck 23.000 Unterschriften gesammelt; die zuständigen Behörden bestehen jedoch bislang auf den bestehenden Grenzen.

## Sport
Am bekanntesten ist Southport in der Sportwelt durch seine Rolle im Golfsport. Es ist einer der Austragungsorte der Open Championship. 1933, 1937, 1965 und 1969 fanden auf den Plätzen des Royal Birkdale Golf Clubs bzw. des Southport and Ainsdale Golf Clubs der Ryder Cup statt. 
Southport verfügt mit dem FC Southport über einen Fußballclub mit einer Amateurmannschaft in der Football Conference. Das Stadion des Clubs befindet sich in der Haig Avenue. Daneben gibt es in Southport eine Rugbymannschaft, den Southport RUFC. In der Southport Waterfront wurde als wichtiges Ranglistenturnier im Snooker im Jahr 2020 die Players Championship ausgetragen. Der Marine Lake wird für verschiedene Wassersportveranstaltungen genutzt.

## Persönlichkeiten
Folgende Persönlichkeiten sind in Southport geboren bzw. lebten dort:

### Söhne und Töchter der Stadt
- Adrian Scott Stokes (1854–1935), Maler
- William Marsden (1860–1942), Sportschütze
- Leslie Stuart (1864–1928), Komponist
- Edmund Taylor Whittaker (1873–1956), Astronom und Mathematiker
- James H. Johnson (1875–1921), Eiskunstläufer
- Lauri Wylie (1880–1951), Schriftsteller
- Vera Holme (1881–1969), Schauspielerin und Suffragette
- Milton Rosmer (1881–1971), Schauspieler und Filmregisseur
- G. B. Samuelson (1889–1947), Filmproduzent und -regisseur
- A. J. P. Taylor (1906–1990), Historiker
- Thomas Holland (1908–1999), römisch-katholischer Bischof von Salford
- Henry Hulme (1908–1991), Physiker
- Erastus Lee (1916–2006), britisch-US-amerikanischer Ingenieurwissenschaftler
- Keith Runcorn (1922–1995), Geophysiker
- Dora Bryan (1923–2014), Schauspielerin
- Charles Hepworth Holland (1923–2019), Geologe
- Bill Eckersley (1925–1982), Fußballspieler
- Trevor Makinson (1926–1992), Maler
- Ian Munro Ross (1927–2013), Elektroingenieur, Pionier der Transistorentwicklung
- Michael English (1930–2019), Politiker der Labour Party und Abgeordneter im House of Commons
- John Kincade (* 1946), Schlagersänger
- Jimmy Rimmer (* 1948), Fußballtorhüter
- Robin Askwith (* 1950), Schauspieler
- Brendan Barber (* 1951), Gewerkschaftsfunktionär
- Richard Corbett (* 1955), Politiker (Labour)
- Marc Almond (* 1957), Sänger von Soft Cell
- Miranda Richardson (* 1958), Schauspielerin
- Nigel Davies (* 1960), Schachspieler und -trainer
- Dominic Barker (* 1966), Kinderbuchautor
- Liz Kessler (* 1966), Schriftstellerin
- Sara Sankey (* 1967), Badmintonspielerin
- Lee Mack (* 1968), Stand-up-Comedian
- David Mitchell (* 1969), Schriftsteller
- Barry Cowan (* 1974), Tennisspieler
- Chris Haslam (* 1974), Basketballspieler
- Joanne Nicholas (* 1977), Badmintonspielerin
- Sally Walton (* 1981), Hockeyspielerin
- David Jones (* 1984), Fußballspieler
- Steve McMahon junior (* 1984), Fußballspieler
- Michael Rimmer (* 1986), Mittelstreckenläufer
- James Cole (* 1988), Rennfahrer
- Francesca Halsall (* 1990), Schwimmerin
- Jack Rodwell (* 1991), Fußballspieler
- Jake Bidwell (* 1993), Fußballspieler
- Låpsley (* 1996), Elektropop-Musikerin

### Persönlichkeiten mit Bezug zur Stadt
- Harmodio Arias Madrid (1886–1962), Staatspräsident Panamas; studierte in Southport
- Albert Pierrepoint (1905–1992), letzter offizieller oberster Henker Großbritanniens; starb in Southport
- John Tinniswood (1912–2024), Altersrekordler und zeitweise ältester im Vereinigten Königreich lebender Mann, wohnte in Southport